# Dembo Darboe
Dembo Darboe, né le 17 août 1998 à Brikama (Gambie), est un footballeur international gambien qui joue au poste de avant centre au Neftchi Bakou.

## Biographie

### Carrière en club
Dembo Darboe commence sa carrière de footballeur dans le championnat gambien de football sous les couleurs du Real de Banjul. Il rejoint par la suite en 2017 le première division sénégalaise de football avec l'ASAC Ndiambour où il évolue pendant deux saisons.
En fin de saison 2019, Dembo Darboe rejoint la Macédoine où il s'engage avec le KF Shkupi et marque dix-neuf buts et délivre trois passes décisives.
Par la suite, il rejoint la Biélorussie et signe avec le Chakhtior Salihorsk en 2021. Il réussit l'exploit personnel de terminer meilleur buteur pour sa première année dans le championnat biélorusse avec dix-neuf réalisations. Il quitte le club après deux saisons et un titre de Champion de Biélorussie.
Dembo Darboe rejoint Al-Nasr SC aux Émirats arabes unis. Avec des performances un peu mitigé dans le championnat des Emirats Arabes Unis, Dembo Darboe part deux fois en prêt au Kazakhstan avec le FK Astana en janvier 2023 et FK Ordabasy Chimkent en mars 2024.
En août 2024, Dembo Darboe change de club en rejoignant l'Azerbaïdjan et s'engage avec le Neftçi PFK en première division.

### Carrière en sélection
Dembo Darboe est sélectionné pour la première fois avec l'équipe nationale de la Gambie le 9 octobre 2021 contre la Sierra Leone en match amical international.
Par la suite, il est sélectionné avec l'équipe nationale gambienne par le sélectionneur Tom Saintfiet et fait partie du groupe pour défendre les couleurs de son pays à la coupe d'Afrique des nations 2021 au Cameroun.

## Palmarès

### En club
Chakhtior Salihorsk
- Championnat de Biélorussie (1) 
  - Vainqueur: 2021

 FK Astana 
- Supercoupe du Kazakhstan (1) 
  - Vainqueur: 2023

### Distinctions individuelles
- Meilleur joueur du Championnat de Biélorussie 2021